# Nesles
 Nesles  es una población y comuna francesa, situada en la región de Norte-Paso de Calais, departamento de Paso de Calais, en el distrito de Boulogne-sur-Mer y cantón de Samer.

## Demografía
| 1094 | 1114 | 977 | 1039 | 1097 | 1067 |
| Para los censos de 1962 a 1999 la población legal corresponde a la población sin duplicidades (Fuente: INSEE [Consultar]) |      |     |      |      |      |